# Bosnië en Herzegovina op de Olympische Winterspelen 2014
Bosnië en Herzegovina was een van de landen die deelnam aan de Olympische Winterspelen 2014 in Sotsji, Rusland.
Vier van de vijf deelnemers op deze editie van de Winterspelen, Tanja Karišik, Žana Novaković, Mladen Plakalović en Marko Rudić namen ook in 2010 deel. Karišik deed dit net als in 2010 in twee sportdisciplines, biatlon en langlaufen. 

## Deelnemers en resultaten
(m) = mannen, (v) = vrouwen 

### Alpineskiën
| Olympiër       | Onderdeel        | Resultaat | Prestatie                                                            |
| -------------- | ---------------- | --------- | -------------------------------------------------------------------- |
| Igor Laikert   | combinatie (m)   | 27e       | afdaling: 1.59,76 (44e) slalom: 55,94 (24e) totaal: 2.55,70 (+10,50) |
| Igor Laikert   | afdaling (m)     | 44e       | 2.15,07 (+8,84)                                                      |
| Igor Laikert   | reuzenslalom (m) | DNF       | run 1: niet gefinisht                                                |
| Igor Laikert   | slalom (m)       | DNF-2     | run 1: 54,68 (52e) run 2: niet gefinisht                             |
| Igor Laikert   | super g (m)      | 50e       | 1.24,20 (+6,06)                                                      |
| Marko Rudić    | reuzenslalom (m) | 49e       | run 1: 1.29,55 (53e) run 2: 1.30,40 (49e) totaal: 2.59,95 (+14,66)   |
| Marko Rudić    | slalom (m)       | DNF-1     | run 1: niet gefinisht                                                |
|                |                  |           |                                                                      |
| Žana Novaković | reuzenslalom (v) | 37e       | run 1: 1.24,54 (42e) run 2: 1.23,24 (38e) totaal: 2.47,78 (+10,91)   |
| Žana Novaković | slalom (v)       | 26e       | run 1: 59,79 (35e) run 2: 56,20 (25e) totaal: 1.55,99 (+11,45)       |

### Biatlon
| Olympiër      | Onderdeel       | Resultaat | Prestatie                           |
| ------------- | --------------- | --------- | ----------------------------------- |
| Tanja Karišik | individueel (v) | DNF       | niet gefinisht                      |
| Tanja Karišik | sprint (v)      | 78e       | 25.06,8 (+4.00,0) twee schietfouten |

### Langlaufen
| Olympiër          | Onderdeel          | Resultaat | Prestatie                        |
| ----------------- | ------------------ | --------- | -------------------------------- |
| Mladen Plakalović | sprint (m)         | 82e       | kwalificatie: 4.40,64 (+1.12,29) |
|                   |                    |           |                                  |
| Tanja Karišik     | 10 km klassiek (v) | 72e       | 41.34,6 (+13.16,8)               |